# 敦苏姆
敦苏姆是德国石勒苏益格－荷尔斯泰因州的一个市镇。总面积2.72平方公里，总人口66人，其中男性32人，女性34人（2011年12月31日），人口密度24人/平方公里。